# Poterie à l'œil de perdrix

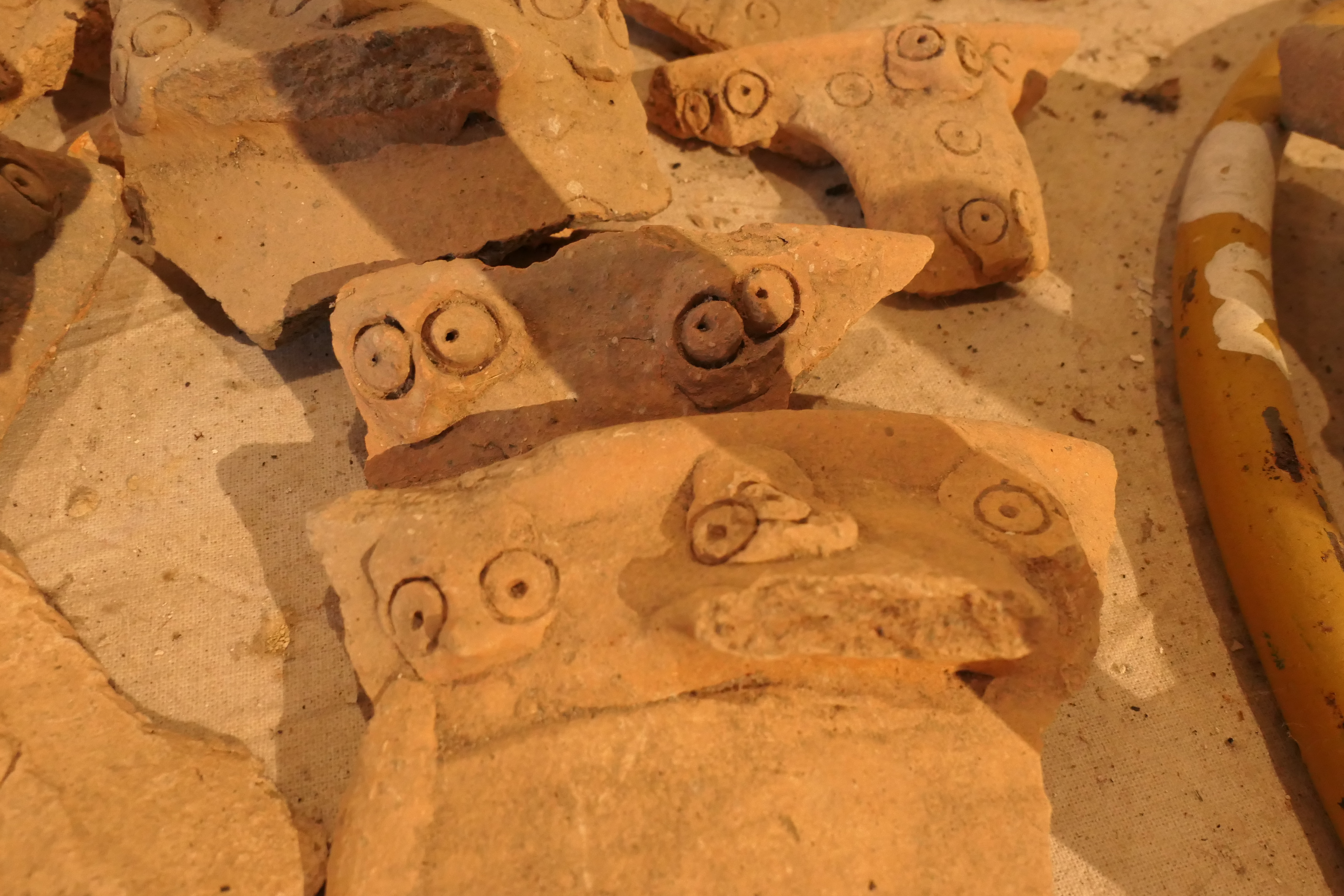
Tessons de poterie à l'œil de perdrix en l'église Saint-Pierre-le-Potier de Laval.

La poterie à l’œil de perdrix est un type de céramique médiévale qui possède des caractéristiques de décor très spécifique et particulièrement répandu sur les sites archéologiques de la Mayenne.

## Introduction
La poterie dite « à l'œil de perdrix » est grossière, épaisse ; les vases sont de grande dimension, mesurant de 0,25 m à 0,50 m de diamètre ; la qualité et la couleur de la pâte varient suivant la provenance, et aussi suivant le degré de cuisson : blanchâtre, grise ou rouge.
Le décor qui lui vaut son nom consiste en un semis plus ou moins symétrique de petits ronds, avec point central, de moins d'un centimètre de diamètre en général, imprimés avant la cuisson, à l'aide d'un roseau ou d'un os creux et d'un poinçon. On le dit simplement à « l'œil de perdrix » quand les petits ronds sont isolés ou groupés arbitrairement ; à « la tête de mort », quand ces mêmes ronds simulent des yeux sur des cabochons rangés autour du bord des vases. Ces cabochons sont remplacés dans certaines régions par des masques humains. Enfin on a trouvé aussi des échantillons où les deux yeux sont accompagnés d'un trait vertical figurant un bec d'oiseau et on nomme cette poterie « à l'œil de chouette ». Les petits ronds manquent quelquefois de point central, et l'on connaît beaucoup de poteries de même terre et de même facture qui n'ont aucune décoration à l'œil de perdrix.
Ce genre de vases sigillés a été signalé plusieurs fois dans le Bulletin de la Commission historique de la Mayenne, et a fait l'objet d'un rapport à la 45e session du Congrès archéologique de France en 1878. Il est mentionné aussi dans plusieurs publications mayennaises ou régionales. Les opinions sont très partagées sur l'âge et l'origine de cette poterie d'un type certainement original.

## Localisation
Le département de la Mayenne vient en première ligne pour le nombre et l'importance des trouvailles. Un grand nombre de trouvailles ont été faites dans des localités de ce département. Le Haut-Maine, aussi bien que le Bas-Maine, connaissait la poterie micacée à l'œil de perdrix. Tous à peu près offrent cette particularité que les cabochons marqués de deux yeux sont remplacés par des faces ou masques humains. Mais les ronds ponctués sont aussi répartis en groupe ou isolés sur le corps du vase, souvent avec des réticules de bandes marquées de hachures à l'aide d'une roulette et non de bandes losangées. Léon Coutil, antiquaire de Saint-Pierre-du-Vauvray (Eure) signale, au musée d'Alençon, « une série de morceaux de la curieuse poterie » à l'œil de perdrix. L'abbé Angot n'a pas pu constater, dans le reste de la Normandie, la présence certaine d'autres poteries à l'œil de perdrix. Des fouilles, dans les scories de forges anciennes, entreprises par M. L. Davy, ingénieur civil des mines à Châteaubriant qui en a donné les résultats dans le Bulletin de l'Industrie minérale (avril 1913), ont procuré d'intéressants renseignements sur ses poteries sigillées Ces vases typiques, toujours de grande taille, sont accompagnés d'autres plus petits, de pâte et de façon toutes différentes, mais n'offrant plus rien de caractéristique. On a trouvé une nouvelle variante au Theil L'abbé Angot indique tout ce qu'il a pu constater en Bretagne, et qu'il a des renseignements négatifs pour tous les autres départements de la province.
La contre-enquête ayant pour but de déterminer les contrées où les poteries à l'œil de perdrix sont inconnues, nous amène également à cette conclusion que la Mayenne est le pays d'origine de cette industrie. Le voisinage d'Alençon, du Theil (arrondissement de Vitré), ne s'écarte que bien peu des limites. Les trouvailles de l'Anjou et de la Loire-Atlantique peuvent être une exception, mais s'expliqueraient aussi par les communications fluviales. Au XVIIe siècle encore, le commerce des potiers de Thévalle et des Gaudinières, près Forcé, avec la Bretagne, était très actif Il semble donc constant que les poteries sigillées de ronds centrés, sont particulières à la Mayenne et à quelques localités de son voisinage.

## Âge des poteries
Les opinions sont très partagées sur l'âge des poteries à l'œil de perdrix.
D'autres spécialistes supposent que les poteries à l'œil de perdrix sont, en partie du moins, beaucoup plus modernes. Léon Coutil, déjà mentionné, ne croit pas les poteries sigillées antérieures aux XIIe siècle et XIIIe siècles, ajoutant qu'elles peuvent être du XVe siècle ou XVIIe siècle. « Le genre de fabrication, dit-il, complète comme cuisson et comme pâte, indique une date relativement récente ».
Pour l'abbé Angot, ces poteries ne sont ni préhistoriques, ni non plus postérieurs au XIIIe siècle, mais qu'ils furent en usage depuis cette dernière date en remontant jusqu'au VIIIe siècle. M. Moreau, président de la commission historique de la Mayenne qui, le premier, a étudié ces vases les juge aussi surtout mérovingiens. Ces poteries sont abondantes à Jublains, à Sainte-Gemme-le-Robert, et généralement dans les stations romaines où les Francs s'établirent après la disparition des conquérants. On les voit mêlées avec les autres types de poteries de la même époque.  L'ornementation semble bien empruntée à l'art mérovingien, qui connaissait les ronds ponctués et des têtes aussi barbares que celles des cabochons des poteries mayennaises, et les figures des vases du Mans, d'Alençon, de Châteaubriant.
Par ailleurs, ces fragments de vases sont aussi trouvés fréquemment mélangés avec d'autres qui ne peuvent être que du XIIe siècle et du XIIIe siècles, par exemple ceux qu'on a relevés dans les ruines des donjons de Thorigné et de Courtaliéru, dans les fondations du château de Laval. L'abbé Angot range aussi à ces dates les trouvailles faites par M. L. Davy dans les scories de forges.
Si nous parlons maintenant de l'âge relatif des différents types, l'abbé Angot croit que la décoration la plus rudimentaire est la plus ancienne. Imités des ronds à point central des objets mérovingiens et carolingiens, ceux de ces poteries furent d'abord seuls, peut-être même sans accompagnement sur les bords, de cabochons ornés de deux ronds pour figurer les yeux. Les cabochons vinrent à la suite, puis les têtes frustes ou rudimentaires d'Alençon, de Châteaubriant, de Vimarcé, et enfin celles plus achevées du Mans.
C'est ce qui fait croire à l'abbé Angot que la fabrication la plus ancienne est celle de Thévalle, qui est la plus abondante et ne connaît que les ronds ponctués et les cabochons les plus simples. Toutefois, M. Richard dit qu'on a rencontré aussi à Laval des fragments de poteries ornés de têtes humaines et de dessins réticulés. Ce serait le seul exemple.

## Les ateliers
La fabrication des vases à l'œil de perdrix eut certainement plusieurs centres, car la matière, les types, l'ornementation des spécimens que nous connaissons, ne se ressemblent pas. M. E. Moreau, à la suite d'une découverte de nombreux fragments faite par Léon Delauney au lieu de la Hardelière, près de l'écluse de Cumont, désigna avec raison le village de Thévalle comme le principal atelier de cette industrie.
Les ateliers des Agets, en Saint-Brice, dont on possède à l'abbaye de Bellebranche des carreaux du XIIIe siècle et du XIVe siècles, fabriquèrent peut-être aussi la poterie sigillée, et la nature de la terre permettrait de distinguer ses produits de ceux de Thévalle. Mais il n'en a pas été trouvé à ma connaissance dans le voisinage. Les trouvailles de Chemeré et de Meslay sortent plutôt des fours de Thévalle qui sont aussi proches.
Les potiers qui ont façonné au tour et à la main, avec moule et roulette, les objets des musées du Mans, avaient certainement des fours dans la région. Héloup-le-Potier, à 7 kilomètres d'Alençon, doit son surnom à l'industrie qui s'y exerça très anciennement et pendant des siècles. Les spécimens fournis par la Loire-Atlantique, ceux qui proviennent des scories des forges anciennes, aussi bien que ceux du musée de Châteaubriant, ont généralement comme décor outre les œils de perdrix, des masques humains pour remplacer les cabochons et doivent sortir d'ateliers locaux distincts de ceux du Maine
En résumé, la poterie à l'œil de perdrix, d'après les renseignements recueillis par l'abbé Angot, serait presque exclusivement d'origine de la Mayenne, puisque les exceptions sont très proches de ces limites ; soit à l'est vers Alençon, à l'ouest aux frontières bretonnes, et un peu dans l'Anjou, et enfin dans la Loire-Atlantique aussi limitrophe de la Mayenne.
La Mayenne serait même plus spécialement le centre de cette industrie, surtout pour le décor que l'abbé Angot considère comme le plus ancien, celui à l'œil de perdrix, soit dans un treillis, soit sur cabochons. La période du VIIIe au XIIIe siècle aurait vu naître et disparaître ce genre de vases curieux.

## Source
- Abbé Angot, La Poterie à l’œil de perdrix, 1914, p. 342-359, 18 p.